# Monterreal Castle
Monterreal Castle är ett slott i Spanien.   Det ligger i provinsen Provincia de Pontevedra och regionen Galicien, i den nordvästra delen av landet, 500 km väster om huvudstaden Madrid. Monterreal Castle ligger 27 meter över havet.
Terrängen runt Monterreal Castle är kuperad åt sydost, men åt nordväst är den platt. Havet är nära Monterreal Castle åt nordväst. Runt Monterreal Castle är det ganska tätbefolkat, med 160 invånare per kvadratkilometer. Närmaste större samhälle är Vigo, 15,9 km nordost om Monterreal Castle. I omgivningarna runt Monterreal Castle växer i huvudsak blandskog.